# Lidia Ponomarenko
Lidia Antonivna Ponomarenko (ukrainien : Лідія Антонівна Пономаренко ; russe : Лидия Антоновна Пономаренко, Lidia Antonovna Ponomarenko), né le 16 février 1922 à Artiomovsk et décédée le 3 décembre 2013 à Kiev, est une historienne ukrainienne de Kiev et de l'Ukraine, chercheuse en topographie historique et toponymie urbaine, co-auteur d'un répertoire encyclopédique des noms de rues de Kiev.

## Biographie
Le père de Lidia Antonovna Ponomarenko était mineur dans la mine d'Artyom. Elle est diplômée d'une école secondaire de Krasnodon en 1939 et diplômée de l'Institut des ingénieurs de Moscou en géodésie, photographie aérienne et cartographie en 1949. Elle a travaillé dans sa spécialité à Novoshakhtinsk, Kadievka.
Elle a vécu  et travaillé à Kiev à partir de 1959. Elle était employée au laboratoire de méthodes aériennes de l'Université de Kiev et servit dans diverses institutions traitant de la géodésie et de la topographie. De 1967 à 1970, elle a conduit des recherches à l'Institut d'information scientifique et technique .
À partir de 1970, elle se consacre professionnellement à la topographie et à la cartographie historiques. Ingénieur-cartographe principal de l'Institut d'histoire de l'Académie des sciences de la RSS d'Ukraine (1970-1982), elle a étudié de nombreux plans et descriptions de villes ukrainiennes de différentes époques, principalement Kiev. Elle a découvert beaucoup de nouveaux documents, tels que ce manuscrit  "Histoire de la ville de Kiev..." de Maxim Berlinsky, qui était considéré comme perdu et publié depuis.
À partir des années 1960, elle a étudié la toponymie de Kiev, compilé un vaste fichier sur l'histoire des noms de villes. Un certain nombre de découvertes ont été publiées par elle dans des publications scientifiques et des périodiques (plus de 300 publications au total, y compris dans les journaux Vechirniy Kiev, Khreschatyk, Janus-Nerukhomist). Elle a remis les matériaux de l'index sur fiches et ses œuvres à la Bibliothèque nationale Vernadsky d'Ukraine.
Ponomarenko a participé à de nombreuses conférences scientifiques. Dans la presse, à la radio et à la télévision, elle a activement plaidé pour la préservation de la toponymie historique, en défense du patrimoine culturel de Kiev et de l'Ukraine. Membre du Conseil principal de la Société ukrainienne pour la protection des monuments historiques et culturels, elle a dirigé la section de Kiev des monuments de la science et de la technologie. Elle a également collaboré avec le Centre d'études des monuments de l'Académie nationale des sciences d'Ukraine.
À partir de 1970, elle a été membre de la Commission municipale pour les noms et les signes mémorables, l'initiatrice de l'introduction et de la renaissance d'un certain nombre de toponymes de Kiev. Dans les dernières années de sa vie, elle a été membre honoraire de la commission.
Auteur de documents sur la toponymie de la ville dans l'ouvrage de référence encyclopédique "Kiev" (réimprimé plusieurs fois de  1981 à 1986). Enfin, elle a préparé, qualité de co-auteur, un ouvrage de référence encyclopédique complet sur les noms de rues de Kiev (1995).
Décédée à Kiev, les derniers mois de sa vie, elle était alitée en raison d'une fracture de l'articulation de la hanche due à un accident. Elle a été enterrée dans le cimetière du village de Rojny.

## Famille
Son jeune frère est mort au front à la veille de la Victoire (8 mai 1945).

## Publications
- Plans de la ville de Kiev des XVIIe – XIXe siècles, comme source historique // Kievska starovyna. -  1972. - p. 62–69. (uk)
- Descriptions topographiques de Kiev à la fin du XVIIIe et au début du XIXe siècle. // Études historiques. Histoire de la patrie. -  Numéro 8. -  Kiev, 1982. - p. 39–42. (uk)
- Descriptions géographiques, topographiques et autres descriptions officielles de Kiev dans la seconde moitié du XVIIIe et au début du XIXe siècle. // Kiev dans les fonds de la Bibliothèque scientifique centrale de l'Académie des sciences de la RSS d'Ukraine. - Kiev : Naukova dumka, 1984. - p. 62–83.
- Descriptions officielles des provinces du XVIIIe et de la première moitié du XIXe siècle // Patrimoine manuscrit et littéraire de l'Ukraine. -  Numéro 1. -  Kiev, 1993. - p. 59–69. (uk)
- Rues de Kiev : Manuel / Ed. AV Kudrytskyi / Réf. AV Kudrytskyi, LA Ponomarenko, OO Riznyk. -  Kiev : Encyclopédie ukrainienne, 1995. (uk)
- Portrait sur fond de Kiev. -  Kiev, 2002. (Articles, bibliographie).
- (Ponomarenko LA, Riznyk OO) Kiev : Répertoire toponymique court. -  Kiev, 2003. (uk)
- (Ponomarenko L., Serenkov L.) Kiev. Histoire des noms géographiques. -  Kiev, 2007. (uk)
- Lidia Antonivna Ponomarenko - historienne, experte de Kiev, toponyme : Index bio-bibliographique. -  Kiev : 2012. (uk)
- Cartes et plans dans les études de sources de Lydia Ponomarenko (avec une description des sources cartographiques de l'Institut des manuscrits VI Vernadsky de la NBU et une annexe d'informations sur les cartes et plans de l'histoire de l'Ukraine dans les collections d'archives et de manuscrits russes) / auteur : AV Pivovar – K. : Akademperiodika, 2012. – 668 p.
- Rossel-Kirschen André  et L Ponomarenko. Affiches révolutionnaires : 121 affiches placardées sur les murs de la France pendant la période révolutionnaire 1789-1795. Les Yeux Ouverts  1967 (OCLC 301381108)